# 1242 Замбезија
1242 Замбезија (енгл. 1242 Zambesia) је астероид главног астероидног појаса. Приближан пречник астероида је 47,70 ,
а средња удаљеност астероида од Сунца износи 2,733 астрономских јединица (АЈ).
Инклинација (нагиб) орбите у односу на раван еклиптике је 10,179 степени, а орбитални период износи 1651,164 дана (4,520 године). Ексцентрицитет орбите астероида износи 0,191.
Апсолутна магнитуда астероида износи 10,10 а геометријски албедо 0,070.
Астероид је откривен 28. априла 1932. године.